# Ministerium für Fischerei, Wasserwirtschaft und Angelegenheiten der Nationalversammlung (Gambia)
Das Ministerium für Fischerei, Wasserwirtschaft und Angelegenheiten der Nationalversammlung (Ministry of Fisheries, Water Resources and National Assembly Matters, MoFWRNAM) ist ein Ministerium der Regierung des westafrikanischen Staates Gambia.

## Lage und Beschreibung
Der Sitz des Ministeriums liegt in der Hauptstadt Banjul an der Marina Parade.
Das Außenministerium ist verantwortlich für das Fischereiwesen und die Gewässer.

## Untergeordnete Organisationen
- Agricultural Input Office
- Agricultural Communication Unit
- Agricultural Pest Management Unit
- Soil and Water Management Unit
- Food and Nutrition Unit
- Horticulture Section and Training, Monitoring and Evaluation Unit
- Lowland Agricultural Development Project
- Rural Finance and Community Initiatives Project
- National Agricultural Research Institute
- Department of Livestock Services
- Department of Fisheries
- Department of Water Resources
- Department of Planning

## Geschichte
Bis Mitte 2009 lautete die Bezeichnung Gambia Department of State for Fisheries, Water Resources and National Assembly Matters (DoSFWRNAM).

## Leitung
Der Minister (Minister of Fisheries, Water Resources and National Assembly Matters) ist seit dem 1. Februar 2017: James F. P. Gomez